# 富証券
富証券株式会社（とみしょうけん）は、かつて富山県富山市に本店を置いていた証券会社。
2012年3月22日、島大証券と経営統合することが発表され、2012年5月21日、解散した。